# 厄舍克拉爾
厄舍克拉爾（土耳其語：Işıklar）是土耳其的城鎮，由阿菲永卡拉希薩爾省負責管轄，位於該國西部，距離首府阿菲永卡拉希薩爾18公里，海拔高度1,030米，2011年人口7,250。